# Harri Kirvesniemi
Harri Tapani Kirvesniemi (Mikkeli, 10 de mayo de 1958) es un deportista finlandés que compitió en esquí de fondo. Su esposa, Marja-Liisa Hämäläinen, también compitió en esquí de fondo.
Participó en seis Juegos Olímpicos de Invierno, entre los años 1980 y 1998, obteniendo en total seis medallas de bronce, una en Lake Placid 1980 (relevo), dos en Sarajevo 1984 (15 km y relevo), una en Albertville 1992 (relevo), una en Lillehammer 1994 (relevo) y una en Nagano 1998 (relevo).
Ganó nueve medallas en el Campeonato Mundial de Esquí Nórdico entre los años 1980 y 1997.

## Palmarés internacional
| Juegos Olímpicos   | Juegos Olímpicos             | Juegos Olímpicos  | Juegos Olímpicos |
| Año                | Lugar                        | Medalla           | Prueba           |
| ------------------ | ---------------------------- | ----------------- | ---------------- |
| 1980               | Lake Placid (Estados Unidos) | Medalla de bronce | Relevo 4 × 10 km |
| 1984               | Sarajevo (Yugoslavia)        | Medalla de bronce | 15 km            |
| 1984               | Sarajevo (Yugoslavia)        | Medalla de bronce | Relevo 4 × 10 km |
| 1992               | Albertville (Francia)        | Medalla de bronce | Relevo 4 × 10 km |
| 1994               | Lillehammer (Noruega)        | Medalla de bronce | Relevo 4 × 10 km |
| 1998               | Nagano (Japón)               | Medalla de bronce | Relevo 4 × 10 km |
| Campeonato Mundial |                              |                   |                  |
| Año                | Lugar                        | Medalla           | Prueba           |
| 1980               | Lake Placid (Estados Unidos) | Medalla de bronce | Relevo 4 × 10 km |
| 1982               | Oslo (Noruega)               | Medalla de bronce | 15 km            |
| 1982               | Oslo (Noruega)               | Medalla de bronce | Relevo 4 × 10 km |
| 1985               | Seefeld (Austria)            | Medalla de bronce | 30 km            |
| 1989               | Lahti (Finlandia)            | Medalla de oro    | 15 km            |
| 1989               | Lahti (Finlandia)            | Medalla de plata  | Relevo 4 × 10 km |
| 1991               | Val di Fiemme (Italia)       | Medalla de bronce | Relevo 4 × 10 km |
| 1995               | Thunder Bay (Canadá)         | Medalla de plata  | Relevo 4 × 10 km |
| 1997               | Trondheim (Noruega)          | Medalla de plata  | Relevo 4 × 10 km |